# Brevipalpus asthenes
Brevipalpus asthenes är en spindeldjursart som beskrevs av Pritchard och Baker 1952. Brevipalpus asthenes ingår i släktet Brevipalpus och familjen Tenuipalpidae. Inga underarter finns listade.